# Bouwhaak
Een bouwhaak is een soort grote winkelhaak die gebruikt wordt bij uitzetten van haakse hoeken.
Hij wordt als hulpmiddel toegepast in de bouw, bij tuinaanleg en straatwerk.  In de handel zijn opvouwbare aluminium  bouwhaken in verschillende afmetingen verkrijgbaar. Uitgeklapt vormen deze een rechthoekige driehoek waarmee hoeken van 90 en 45 graden kunnen worden uitgezet.
Een bouwhaak kan ook gemaakt worden met behulp van drie rechte latten. Door latten te gebruiken waarvan de lengte van de zijden van de vormen driehoek zich verhoudt  als 3 : 4 : 5 verkrijgt men een rechthoekige driehoek.